# All Falls Down

«All Falls Down» es una canción del productor y DJ británico-noruego Alan Walker, con la cantante estadounidense Noah Cyrus y el DJ y productor británico Digital Farm Animals. Fue compuesta por Digital Farm Animals, Pablo Bowman, Sarah Blanchard y sus productores Walker, Mood Melodies, Digital Farm Animals y The Six, con letras escritas por The Six, Bowman, Blanchard y Daniel Boyle. La canción fue lanzada el 27 de octubre de 2017 a través de Mer Musikk y Ultra Music. 
Actualnente esta canción cuenta con más de 200 millones de reproducciones en YouTube y la misma cantidad en Spotify. 

## Fondo
El 23 de octubre de 2017, Walker lanzó un avance del sencillo. Descrito como "una aventura llena de acción de proporciones épicas" y "una verdadera aventura de montaña rusa" por los críticos, presenta una variedad de tramas secundarias, que incluyen romance, secuestro, entierros de culto, "un tiempo con la marca de Alan Walker cápsula y explosiones", así como "antorchas en llamas, paisajes desérticos, metal soldado y un temporizador digital". El 25 de octubre de 2017, Walker reveló características de la canción a través de las redes sociales.
Walker ofreció en un comunicado de prensa: "Con este disco tuve la oportunidad de colaborar con algunos artistas increíbles. ¡La voz de Noah Cyrus es absolutamente increíble! Desde que escuché por primera vez la línea superior, he estado enamorada de ella y no puedo esperar a que mis fanáticos la escuchen también. Tiene una producción refrescante que todavía se adapta bien a mi sonido característico, que es importante para mí mantener a medida que evoluciono como artista". Cyrus agregó: "Me ha encantado este disco desde el momento en que lo escuché. Es increíble ser parte de esta canción con un tipo tan rudo y es realmente increíble ser parte de este proyecto".

## Recepción de la crítica
Kat Bein, de Billboard, escribió: "La canción comienza con rasgueos acústicos brillantes y chasquidos de dedos, todo lo cual lleva a una caída rebosante y antimémica". Matthew Meadow, de Your EDM, sintió que "la caída sigue siendo característicamente Walker" y aprecia que "la influencia de Digital Farm Animals es notable". Kevin Apaza de Direct Lyrics elogió a Walker por "ofrece a los oyentes un contrapeso en la forma de un ritmo electro pop pop", a pesar de las letras "bastante tristes". Erik de EDM Sauce escribió una crítica mixta de la canción, diciendo que la canción tiene "un sentimiento casi tropical más relajado", que opinó como "algo que Kygo podría lanzar". También elogió a Cyrus por "proporcionar voces maravillosas en todo momento". Concluyó al considerar la canción "un lanzamiento menos conocido y olvidable" de Walker.

## Video musical
El video musical, lanzado junto con el sencillo, se une a una trilogía posapocalíptica que comenzó con el visual del sencillo anterior de Walker "Tired". Continúa donde lo dejó el video anterior, y tuvo lugar después de cientos de años, cuando una tormenta solar destruyó toda la tecnología en la tierra.
El video musical actualmente tiene más de 215 millones de visitas y 2.2 millones de me gustas en YouTube. 

## Lista de canciones
| Digital download |                                                                  |          |  |
| N.º              | Título                                                           | Duración |  |
| 1.               | «All Falls Down» (featuring Noah Cyrus and Digital Farm Animals) | 3:19     |  |

| Digital download – Remixes |                                       |          |  |
| N.º                        | Título                                | Duración |  |
| 1.                         | «All Falls Down» (Steve Aoki Remix)   | 3:45     |  |
| 2.                         | «All Falls Down» (Mio Remix)          | 3:15     |  |
| 3.                         | «All Falls Down» (Todd Edwards Remix) | 3:04     |  |
| 4.                         | «All Falls Down» (K-391 Remix)        | 3:26     |  |
| 5.                         | «All Falls Down» (Jay Pryor Remix)    | 2:47     |  |
| 6.                         | «All Falls Down» (Mark Villa Remix)   | 2:37     |  |

## Posicionamiento en listas
| Lista (2017–2018)                           | Mejor posición |
| ------------------------------------------- | -------------- |
| Alemania (Offizielle Deutsche Charts)       | 75             |
| Australia (ARIA)                            | 95             |
| Australia Dance (ARIA)                      | 19             |
| Austria (Ö3 Austria Top 40)                 | 29             |
| Bélgica (Flandes) (Ultratop 50)             | 47             |
| Bélgica (Flanders Dance)                    | 14             |
| Bélgica (Valonia) (Ultratop 50)             | 44             |
| Bélgica (Valonia Dance)                     | 2              |
| Colombia (National-Report)                  | 44             |
| Corea del Sur International (Gaon)          | 10             |
| Eslovaquia (Rádio Top 100)                  | 26             |
| Eslovaquia (Singles Digitál Top 100)        | 53             |
| Eslovenia (SloTop50)                        | 33             |
| España (PROMUSICAE)                         | 62             |
| Estados Unidos (Hot Dance Club Songs)       | 1              |
| Estados Unidos (Hot Dance/Electronic Songs) | 11             |
| Finlandia (OFC)                             | 10             |
| Francia (SNEP)                              | 139            |
| Hungría (Dance Top 40)                      | 10             |
| Hungría (Rádiós Top 40)                     | 19             |
| Hungría (Single Top 40)                     | 27             |
| Hungría (Stream Top 40)                     | 36             |
| Irlanda (IRMA)                              | 65             |
| Letonia (Latvijas Top 40)                   | 24             |
| Malasia (RIM)                               | 10             |
| Nueva Zelanda Heatseeker (RMNZ)             | 6              |
| Noruega (VG-lista)                          | 1              |
| Países Bajos (Dutch Top 40)                 | 12             |
| Países Bajos (Mega Top 50)                  | 44             |
| Países Bajos (Mega Single Top 100)          | 20             |
| Países Bajos (Dutch Dance Top 30)           | 3              |
| Polonia (Polish Airplay Top 100)            | 5              |
| Reino Unido (UK Singles Chart)              | 87             |
| Reino Unido (UK Dance Chart)                | 15             |
| República Checa (Rádio Top 100)             | 8              |
| República Checa (Singles Digitál Top 100)   | 41             |
| Singapur (RIAS)                             | 6              |
| Suecia (Sverigetopplistan)                  | 4              |
| Suiza (Schweizer Hitparade)                 | 29             |

| Lista (2018)                                          | Posición |
| ----------------------------------------------------- | -------- |
| Estonia (IFPI)                                        | 99       |
| Países Bajos (Dutch Top 40)                           | 67       |
| Polonia (ZPAV)                                        | 33       |
| Suecia (Sverigetopplistan)                            | 50       |
| Estados Unidos Hot Dance Club Songs (Billboard)       | 2        |
| Estados Unidos Hot Dance/Electronic Songs (Billboard) | 41       |

| País            | Certificación | Ventas certificadas |
| --------------- | ------------- | ------------------- |
| México AMPROFON | Platino       | 60 000              |

## Créditos y personal
- Alan Walker - composición, producción, ingeniería, programación
- Noah Cyrus - voz
- Digital Farm Animals - composición, producción, programación
- Sarah Blanchard - composición, letra
- The Six - composición, letra, producción
- Pablo Bowman - composición, letra, guitarra
- Mood Melodies: composición, producción, ingeniería, voz, guitarra, programación, ingeniería de grabación, producción vocal.
- Daniel Boyle - letra, producción vocal
- Sören von Malmborg - ingeniería de mezcla, ingeniería de masterización
- Chris O'Ryan - ingeniería, voz, producción vocal, coproducción
- Carl Hovind - ingeniería, programación
- Juliander - voz
- Ashleigh Scotcher - voz de fondo
- Gunnar Greve - producción ejecutiva
- Kristian Kvalvaag - guitarra
- Tommy Kristiansen - guitarra
- Keith Parry - ingeniería de grabación
- Jenna Andrews - producción vocal
- Alex Holmberg - producción vocal